# Campeonato de Primera División 1921 (Argentina)
La Copa Campeonato 1921 fue el trigésimo quinto torneo de la Primera División del fútbol argentino y el vigésimo noveno organizado por la Asociación Argentina de Football. Se disputó desde el 10 de abril hasta el 8 de enero de 1922, en dos ruedas por el sistema de todos contra todos. 
Vio campeón al Club Atlético Huracán, por primera vez en su historia.

## Ascensos y descensos
| Pos   | Equipos ascendidos / promovidos |
| ----- | ------------------------------- |
| 1..º  | El Porvenir                     |
| Prom. | Platense (Retiro)               |

| Equipos descendidos en la temporada 1920 |
| ---------------------------------------- |
| No hubo                                  |

| Equipos desafiliados |
| -------------------- |
| Banfield             |
| Lanús                |
| Palermo              |
| Sportivo de Almagro  |

De esta manera, los participantes disminuyeron a 11.

## Equipos
| Equipo             | Ciudad       |
| ------------------ | ------------ |
| Boca Juniors       | Buenos Aires |
| Del Plata          | Buenos Aires |
| El Porvenir        | Gerli        |
| Estudiantes        | La Plata     |
| Huracán            | Buenos Aires |
| Nueva Chicago      | Buenos Aires |
| Platense (Retiro)  | Buenos Aires |
| Porteño            | Buenos Aires |
| Sportivo Barracas  | Buenos Aires |
| Sportivo del Norte | Buenos Aires |
| Sportivo Palermo   | Buenos Aires |

## Tabla de posiciones final
| Pos  | Equipo             | Pts | PJ | G  | E | P  | GF | GC | DIF |
| ---- | ------------------ | --- | -- | -- | - | -- | -- | -- | --- |
| 1.º  | Huracán            | 31  | 18 | 14 | 3 | 1  | 54 | 15 | 39  |
| 2.º  | Del Plata          | 28  | 18 | 12 | 4 | 2  | 27 | 11 | 16  |
| 3.º  | Boca Juniors       | 25  | 18 | 10 | 5 | 3  | 30 | 17 | 13  |
| 4.º  | Nueva Chicago      | 19  | 18 | 6  | 7 | 5  | 13 | 12 | 1   |
| 5.º  | El Porvenir        | 19  | 18 | 6  | 7 | 5  | 17 | 22 | -5  |
| 6.º  | Sportivo del Norte | 16  | 18 | 4  | 8 | 6  | 17 | 22 | -5  |
| 7.º  | Sportivo Barracas  | 14  | 18 | 5  | 4 | 9  | 22 | 31 | -9  |
| 8.º  | Estudiantes (LP)   | 13  | 18 | 5  | 3 | 10 | 17 | 34 | -17 |
| 9.º  | Sportivo Palermo   | 10  | 18 | 3  | 4 | 11 | 14 | 28 | -14 |
| 10.º | Porteño            | 5   | 18 | 0  | 5 | 13 | 10 | 29 | -19 |
| 11º  | Platense (Retiro)  | 4   | 8  | 1  | 2 | 5  | 6  | 18 | -12 |

## Copas nacionales
- Copa Ibarguren: ganada por Club Atlético Newell's Old Boys.
- Copa de Competencia Jockey Club: ganada por Club Sportivo Barracas.